# Гудзь Михайло Сергійович
Михайло Сергійович Гудзь (19 травня 1978 року  — 27 квітня 2022, Луганська область, Україна) — український військовослужбовець, старший лейтенант Національної поліції України, учасник російсько-української війни.

## Життєпис
Проходив службу інспектором-снайпером взводу № 2 РПСПОП «Тернопіль» ГУНП в Тернопільській області.
Загинув 27 квітня 2022 року разом з старшим сержантом Тарасом Гогусем та капітаном Сергієм Рудим на Луганщині під час ворожого артилерійського обстрілу.
Похований 30 квітня 2022 року в с. Петрикові Тернопільського району Тернопільської области.
Залишилася дружина та двоє синів.

## Нагороди і вшанування
- медаль «За бездоганну службу»
- в селі Петриків на його честь пойменовано вулицю[1]